# Shane McMahon
Shane Brandon McMahon (Gaithersburg, 15 de janeiro de 1970) é um empresário e lutador profissional americano. Ele é dono minoritário da WWE e vice presidente da Wecast Holdings. Foi comissário do programa de TV da WWE, SmackDown Live de julho de 2016 até outubro de 2019.

## Começo de vida
McMahon pertence à quarta geração da família McMahon. Ele começou a trabalhar na WWE aos 15 anos, a partir de seu armazém, onde ele completava encomendas de mercadorias. McMahon também foi árbitro, produtor, anunciador e eventualmente um lutador, enquanto também se tornou vice-presidente executivo da WWE de mídia global nos bastidores.

## Vida pessoal
Ele é bisneto de Roderick "Jess" McMahon, neto de Vincent J. McMahon, filho do presidente e dono da WWE Vince McMahon e Linda McMahon, e irmão de Stephanie McMahon.
Em 2009, McMahon anunciou sua saída da WWE. Ele mais tarde tornou-se CEO da empresa de serviços de entretenimento YOU On Demand no final de 2010. Em 12 de julho de 2013, McMahon renunciou voluntariamente sua posição e nomeou Weicheng Liu como seu sucessor, permanecendo como o principal executivo da companhia e vice-presidente da diretoria. Ele voltou para a WWE em 2016, se tornando comissário do SmackDown Live.

## No Wrestling
- Movimentos de finalização

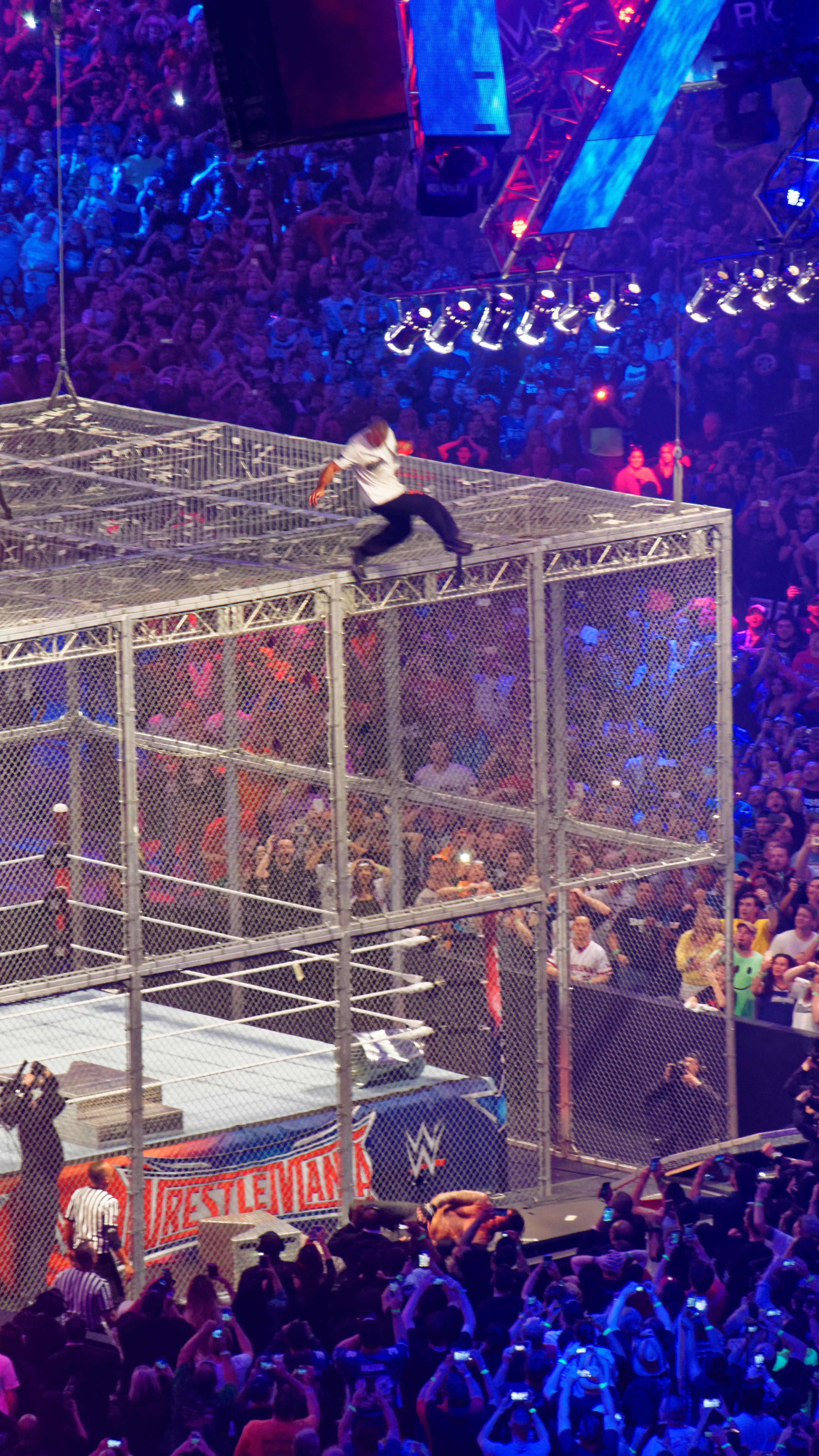
McMahon aplicando um Leap Of Faith em The Undertaker de cima da Hell in a Cell no WrestleMania 32

  - Coast to Coast (Corner-to-corner front missile dropkick em uma lata de lixo contra o rosto de um oponente sentado no canto do ringue) – parodiado de Rob Van Dam
  - Leap of Faith (Diving elbow drop de uma posição elevada com teatralidade)[1][2]
- Movimentos secundários
  - Boston crab
  - Bronco buster – parodiado de X-Pac
  - Double underhook suplex
  - Camel clutch
  - Elbow drop
  - Float-over DDT
  - Inverted facelock neckbreaker
  - Low blow
  - Multiple Kendo stick shots
  - Shane O Shuffle (Três diretos seguido por um soco com a mão direita, com teatralidade)[1] – parodiado de Rocky Johnson
  - Sharpshooter
  - Shooting star press, às vezes em uma cadeira ou lata de lixo no corpo ou no peito de um oponente
- Lutadores gerenciados
  - Mr. McMahon
  - Big Show
  - Booker T
  - Chris Benoit
  - Edge e Christian
  - The Rock
  - Umaga
  - Stephanie McMahon
- Alcunhas
  - "Shane-O-Mac"[2][9]
  - "The Boy Wonder"[10]
  - "Simba"
  - "The Instrument of Change (na WWE)"
  - "The Man Who Has No Fear"
  - "The Crown Prince (da WWE)"[11]
  - "The Demon Seed"
  - "The Giant Killer"
  - "The Money"
  - "The Prodigal Son"
- Temas de entrada
  - "P.M.S. (Pretty Mean Sistas)" por Jim Johnston (2 de agosto de 1998; como na estreia como comentador do Sunday Night Heat)
  - "Production Music - Techno" (1998–99)
  - "Brawl for All" por Jim Johnston (21 de dezembro de 1998; usado na sua luta de estreia)
  - "No Chance in Hell" by Jim Johnston (1999–2001; usado como parte da The Corporation)
  - "Corporate Ministry" by Jim Johnston (1999; usado como líder da Corporate Ministry)
  - "Here Comes the Money" por Naughty by Nature (29 de abril de 2001 – 4 de maio de 2009; 22 de fevereiro de 2016–presente)

## Títulos e prêmios
- Pro Wrestling Illustrated
  - Rivalidade do ano (2001) vs. Vince McMahon[12]
  - Novato do Ano (1999)[12]
  - Ranked colocou-o em 245º dos 500 melhores lutadores na PWI 500 em 1999[13]
- World Wrestling Federation/Entertainment
  - WWF European Championship (1 vez)[14]
  - WWF Hardcore Championship (1 vez)[15]
  - Copa do Mundo WWE
  - WWE Smackdown Tag Team Championship ( 1 vez) - com The Miz
- Wrestling Observer Newsletter
  - Tática promocional mais repugnante (2003) MacMahons acima de todos os produtos da WWE
  - Pior rivalidade do ano (2006) com Vince McMahon vs. D-Generation X (Shawn Michaels e Triple H)